# 구음장애
구음장애(構音障碍, dysarthria)는 운동신경의 이상으로 조음기관을 제대로 조절하지 못하는 종류의 언어장애이다. 조음기관의 조절 문제로 발생한다는 점에서 실어증과 구별된다. 구음장애의 정도가 심하여 조음을 하는 것이 불가능한 수준이라면 무조음증(無調音症, anarthria)라고도 한다.